# Nobuhiro Sadatomi
Nobuhiro Sadatomi (貞富 信宏 Sadatomi Nobuhiro?), född 5 juli 1979 i Tokyo prefektur, är en japansk före detta fotbollsspelare.
Sadatomi började sin karriär 1998 i Bellmare Hiratsuka (Shonan Bellmare). 2002 flyttade han till Montedio Yamagata. Efter Montedio Yamagata spelade han för Okinawa Kariyushi FC, Yokohama FC, Arte Takasaki och AC Nagano Parceiro. Han avslutade karriären 2008.